# Kreil
Kreil est un village situé dans la commune néerlandaise de Hollands Kroon, dans la province de la Hollande-Septentrionale.